# Alexis Palacios
Alexis Martín Palacios (Santa Fe, Argentina; 20 de septiembre de 1994) es un futbolista argentino. Juega como mediocampista central y su primer equipo fue Unión de Santa Fe. Actualmente milita en Colón de San Justo del Torneo Regional Amateur.

## Trayectoria
Alexis Palacios se inició en el club Las Flores, que participa en la Liga Santafesina, para luego sumarse a las inferiores de Unión de Santa Fe. Allí fue pasando por todas las divisiones hasta llegar a formar parte del equipo de Liga.
A finales de 2014, Palacios fue premiado por la comisión del fútbol juvenil de la AFA como el jugador destacado de las inferiores tatengues. Con el ascenso de Unión a Primera División, fue promovido al plantel de Reserva dirigido por Jorge Mauri e inmediatamente firmó su primer contrato profesional con el club santafesino. A principios de 2016, Leonardo Madelón lo convocó a realizar la pretemporada con el plantel de Primera; sin embargo, no tuvo chances y siguió jugando en la Reserva, ahora dirigida por Juan Pablo Pumpido, que tuvo un gran torneo y peleó el campeonato hasta la última fecha.
A mediados de 2016 fue cedido a Defensores de Belgrano junto a Víctor Gómez Varas (otro juvenil tatengue) con la idea de sumar experiencia. Allí hizo su debut como profesional el 10 de junio en la victoria 1-0 ante Atlético Tucumán por Copa Argentina.
Luego de estar a préstamo un año en el Dragón regresó a Unión, donde no fue tenido en cuenta y a fines de 2017 es dejado en libertad de acción. Ya con el pase en su poder, se incorporó a Atlético Sastre de la Liga Departamental San Martín.

## Clubes
| Club                   | País      | Año       |
| ---------------------- | --------- | --------- |
| Unión de Santa Fe      | Argentina | 2014-2016 |
| Defensores de Belgrano | Argentina | 2016-2017 |
| Unión de Santa Fe      | Argentina | 2017      |
| Atlético Sastre        | Argentina | 2018      |
| Arteaga                | Argentina | 2019      |
| Argentino Las Parejas  | Argentina | 2021      |
| UNL                    | Argentina | 2021      |
| La Perla del Oeste     | Argentina | 2022      |
| Colón de San Justo     | Argentina | 2023-Act. |

### Estadísticas
- Actualizado al 11 de febrero de 2024

| Club                         | Div.                | Temporada           | Liga | Liga | Copa Nacional | Copa Nacional | Copa Internacional | Copa Internacional | Total | Total |
| Club                         | Div.                | Temporada           | PJ   | G    | PJ            | G             | PJ                 | G                  | PJ    | G     |
| ---------------------------- | ------------------- | ------------------- | ---- | ---- | ------------- | ------------- | ------------------ | ------------------ | ----- | ----- |
| Def. de Belgrano Argentina   |                     |                     |      |      |               |               |                    |                    |       |       |
| 3.ª                          | 2016/17             | 12                  | 0    | 2    | 0             | -             | -                  | 14                 | 0     |       |
| Total                        | Total               | 12                  | 0    | 2    | 0             | -             | -                  | 14                 | 0     |       |
| Unión Argentina              |                     |                     |      |      |               |               |                    |                    |       |       |
| 1.ª                          | 2017/18             | 0                   | 0    | 0    | 0             | -             | -                  | 0                  | 0     |       |
| Total                        | Total               | 0                   | 0    | 0    | 0             | -             | -                  | 0                  | 0     |       |
| La Perla del Oeste Argentina |                     |                     |      |      |               |               |                    |                    |       |       |
| 4.ª                          | 2022/23             | 6                   | 0    | -    | -             | -             | -                  | 6                  | 0     |       |
| Total                        | Total               | 6                   | 0    | -    | -             | -             | -                  | 6                  | 0     |       |
| Colón (SJ) Argentina         |                     |                     |      |      |               |               |                    |                    |       |       |
| 4.ª                          | 2023/24             | 15                  | 1    | -    | -             | -             | -                  | 15                 | 1     |       |
| Total                        | Total               | 15                  | 1    | -    | -             | -             | -                  | 15                 | 1     |       |
| Total en su carrera          | Total en su carrera | Total en su carrera | 33   | 1    | 2             | 0             | -                  | -                  | 35    | 1     |